# Karol Fischer
Karol Fischer, také Károly Fischer, (23. května 1884 Bratislava – 28. listopadu 1957 Košice) byl slovenský dirigent a hudební skladatel.

## Život
Studoval hru na housle a na klavír na Vysoké škole hudebního umění v Budapešti. Absolvoval v roce 1904 a stal se houslistou v orchestru Veselé opery v Budapešti. Od roku 1910 působil jako dirigent v několika divadlech v Pécsi. Po vzniku Československé republiky se vrátil na Slovensko a stal se operním dirigentem v Košicích. V roce 1921 uvedl poprvé v Košicích Smetanovu Prodanou nevěstu. Pohostinsky dirigoval symfonické koncerty v Praze, Budapešti, Vídni a dalších městech.
Po 2. světové válce se spolu s Jánem Borodáčem zasloužil o obnovení Východoslovenského národního divadla v Košicích. První hudební premiérou byla opereta Polská krev od Oskara Nedbala a první operní premiérou byla Verdiho La traviata. Pro vážnou chorobu se v roce 1948 vzdal veřejného vystupování.

## Dílo
Skladatelské dílo není příliš rozsáhlé. Komponoval klavírní a orchestrální skladby a také několik operet.
Z klavírního díla:
- Valse moderato
- Tarantella
- Elegia
- Cigánsky tanec
- Bagatella
- 24 árií a písní na verše slovenských básníků